# Mistrzostwa Europy Par na Żużlu 2004
Mistrzostwa Europy Par 2004 na żużlu – cykl rozgrywek żużlowych pod auspicjami Europejską Unię Motocyklową (UEM), mający na celu wyłonienie najlepszej narodowej pary w Europie w sezonie 2004. W finale zwyciężyli Czesi Ales Dryml, Bohumil Brhel i Lukáš Dryml.

## Półfinały

### Terenzano
- Terenzano (Włochy)

| Msc | Drużyna / Zawodnik                                                        | Biegi                  | Punkty |
| --- | ------------------------------------------------------------------------- | ---------------------- | ------ |
| 1   | Niemcy                                                                    | Niemcy                 | 17     |
| 1   | (11) Martin Smolinski (12) Thomas Stange (20) Christian Hefenbrock        | (2,2,3,3) (3,3,0,1) -  | 10 7 - |
| 2   | Polska                                                                    | Polska                 | 16     |
| 2   | (7) Rafał Szombierski (8) Krzysztof Kasprzak (18) brak zawodnika          | (2,3,1,2) (3,2,2,1) -  | 8 8 -  |
| 3   | Słowenia                                                                  | Słowenia               | 12     |
| 3   | (3) Izak Šantej (4) Jernej Kolenko (16) Denis Stojs                       | (0,0,3,3) (3,1,0,2) -  | 6 6 -  |
| 4   | Austria                                                                   | Austria                | 11     |
| 4   | (13) Fritz Wallner (14) Manuel Hauzinger (21) Mario Ozelt                 | (3,1,2,3) (2,0,0,0) -  | 9 2 -  |
| 5   | Francja                                                                   | Francja                | 11     |
| 5   | (1) Stephane Tressarieu (2) Matthieu Tressarieu (15) Sebastien Tressarieu | (1,1,2,) (d,1) (2,1,3) | 4 1 6  |
| 6   | Włochy                                                                    | Włochy                 | 10     |
| 6   | (5) Andrea Maida (6) Daniele Tessari (17) Simone Terenzani                | (1,2,d,0) (0) (3,2,2)  | 9 0 7  |
| 7   | Włochy                                                                    | Włochy                 | 7      |
| 7   | (9) Massimo Zambon (10) Guglielmo Franchetti (19) Mattia Carpanese        | (0,3,1) (1,1,0) (1,0)  | 4 2 1  |

### Równe
- Równe (Ukraina)

| Msc | Drużyna / Zawodnik                               | Biegi                              | Punkty  |
| --- | ------------------------------------------------ | ---------------------------------- | ------- |
| 1   | Rosja                                            | Rosja                              | 27      |
| 1   | Władimir Dubinin Denis Gizatullin Renat Gafurow  | (2*,2*) (2*,3,0,1,3) (3,3,3,3,2*)  | 4 9 14  |
| 2   | Czechy                                           | Czechy                             | 23      |
| 2   | Bohumil Brhel Ales Dryml brak zawodnika          | (3,2*,2*,2,3,u) (2*,3,3,1*,2*,w) - | 12 11 - |
| 3   | Ukraina I                                        | Ukraina I                          | 22      |
| 3   | Wiktor Gajdym Andrij Karpow brak zawodnika       | (0,2*,3,3,w,3) (1,3,2*,0,3,2*) -   | 11 11 - |
| 4   | Łotwa                                            | Łotwa                              | 21      |
| 4   | Leonid Paura Ķasts Puodžuks brak zawodnika       | (2*,0,2*,1*,0,2*) (3,1,3,2,2,3) -  | 7 14 -  |
| 5   | Ukraina II                                       | Ukraina II                         | 11      |
| 5   | Siergiej Senko Lubomir Wojtik brak zawodnika     | (3,1,1,1,3,2) (u,–,0,0,w,–) -      | 11 0 -  |
| 6   | Chorwacja                                        | Chorwacja                          | 10      |
| 6   | Marko Otto Iwan Vargek brak zawodnika            | (0,0,0,0,1*,1) (1,1,1,3,2,0) -     | 2 8 -   |
| 7   | Ukraina III                                      | Ukraina III                        | 9       |
| 7   | Ołeksandr Piatniczko Iwan Myronow brak zawodnika | (2,1,1,2,–,1) (1*,0,0,1*,0,–) -    | 7 2 -   |

## Finał
- 12 września 2004 - Debreczyn (Węgry)

| Msc | Drużyna / Zawodnik                                              | Biegi                                      | Punkty    |
| --- | --------------------------------------------------------------- | ------------------------------------------ | --------- |
| 1   | Czechy                                                          | Czechy                                     | 28        |
| 1   | (9) Ales Dryml (10) Bohumil Brhel (19) Lukáš Dryml              | (2,2,3,1,2,2) (3,3,1,3,3,3) -              | 12 16 -   |
| 2   | Rosja                                                           | Rosja                                      | 20 +3     |
| 2   | (13) Siemion Własow (14) Siergiej Filiuszyn (21) Renat Gafurow  | (–,–,–,u,–,– ) (1,3,u,–,d,1) (2,2,2,3,3,3) | 0 5 15 +3 |
| 3   | Polska                                                          | Polska                                     | 20 +2     |
| 3   | (1) Rafał Szombierski (2) Tomasz Gapiński (15) Robert Kościecha | (3,3,3,–,2,1,–) (2,–,0,3,0,d) (d,3,3)      | 9 +2 5 6  |
| 4   | Węgry                                                           | Węgry                                      | 20 +d     |
| 4   | (3) Sándor Tihanyi (4) Norbert Magosi (16) Attila Stefani       | (1,3,2,2,3,2) (0,–,3,0,–,–) (2,2,0)        | 13 +d 3 4 |
| 5   | Niemcy                                                          | Niemcy                                     | 16        |
| 5   | (7) Mirko Wolter (8) Tobias Kroner (18) brak zawodnika          | (2,0,1,1,1,2) (3,1,0,2,2,1) -              | 7 9 -     |
| 6   | Słowenia                                                        | Słowenia                                   | 12        |
| 6   | (11) Izak Šantej (12) Denis Stojs (20) brak zawodnika           | (1,1,1,3,1,0) (0,d,0,2,0,3) -              | 7 5 -     |
| 7   | Ukraina                                                         | Ukraina                                    | 9         |
| 7   | (5) Siergiej Senko (6) Igor Borisenko (17) brak zawodnika       | (1,0,1,d,–,–) (u,1,2,1,2,1) -              | 2 7 -     |